# ابوالقاسم مقانعی
ابوالقاسم مقانعی، طاهربن محمدبن ابراهیم (بخاری) از شاگردان محمد زکریای رازی بوده‌است.
ابوبکر اخوینی در کتاب هدایة المتعلمین فی الطب از ابوالقاسم مقانعی به عنوان استاد یاد می‌کند و او را از شاگردان رازی برمی‌شمرد: «آنچه که در این‌جا ذکر می‌کنم از ابوالقاسم مقانعی استادم است که نامش طاهر و او شاگرد محمدبن زکریای رازی بود»